# The Vise
The Vise è una serie televisiva statunitense in 65 episodi trasmessi per la prima volta nel corso di due stagioni dal 1954 al 1955.
È una serie di tipo antologico in cui ogni episodio rappresenta una storia a sé. Gli episodi sono storie di genere vario, dal poliziesco al thriller e vengono presentati da Ron Randell. Dal 23 dicembre 1955 la serie fu sostituita sulla ABC dallo spin-off The Vise: Mark Saber (poi rinominata Saber of London nel 1957), con Donald Gray nel ruolo dell'investigatore Mark Saber, mantenendo intatti la numerazione degli episodi (che prosegue dal nº 66), la produzione e la sigla iniziale, con Donald Gray al posto di Ron Randell. Le stagioni antologiche e le stagioni di Saber vengono per questo spesso considerate una serie unica da diversi database.

## Produzione
La serie fu prodotta da Danziger Productions con Edward J. Danziger e Harry Lee Danziger come produttori esecutivi.

## Distribuzione
La serie fu trasmessa negli Stati Uniti dal 1º ottobre 1954 al 1955 sulla rete televisiva ABC. È stata distribuita in syndication con i titoli The Pendulum, Uncovered e The Trap.

## Episodi
| Stagione         | Episodi | Prima TV USA | Prima TV Italia |
| ---------------- | ------- | ------------ | --------------- |
| Prima stagione   | 39      | 1954-1955    |                 |
| Seconda stagione | 26      | 1955         |                 |